# Фелкишер беобахтер
Фолкишер беобахтер (Народни посматрач) је био новински лист Националсоцијалистичке немачке радничке партије (НСДАП или Нацистичка партија) од 1920. Прво је излазио недељно а онда од 8. фебруара, 1923. дневно. Двадесет и пет година је учествовао у стварању јавног лица нацистичке партије.
Борбене новине националсоцијалистичког покрета Велике Немачке (Kampfblatt der nationalsozialistischen Bewegung Großdeutschlands) води порекло од Минхенског посматрача (Münchner Beobachter) који је 1918. купло Друштво Туле, а у августу 1919. је преименован у Фелкишер беобахтер. НСДАП је купио новине 1920. на иницијативу Дитера Екарта, који је постао први уредник. 1921, Хитлер је купио све акције у преузећу, што га је учинило јединим власником новина..
Тираж је првобитно био око 8.000 примерака, али је повећан на 25.000 у јесен 1923. услед велике тражње током окупације Рура. Те године је уредник постао Алфред Розенберг. Након забране НСДАП после Пивничког пуча, 9. новембра, 1923, новине су морале да престану да излазе, али су настављене након поновног оснивања партије, 26. фебруара, 1925. Тираж је растао са успехом Нацистичке партије, достигавши више од 120.000 1931. и 1,7 милиона до 1944.

Можда најчувенији чланак објављен у Беобахтеру је био интервју са Хансом Франком, генералним губернатором окупиране Пољске, 6. јуна, 1940. Повод је била широко дистрибуирана објава о егзекуцији седам чешких студената у Чехословачкој. На то је он рекао: 
| „ | Када бих морао да наредим дистрибуцију постера сваки пут кад наредим стрељање седам Пољака, не би било довољно стабала у пољским шумама да се направи довољно папира. | ” |

Последње издање је датирано на 30. април 1945, али није дистрибуисано.